# Pseudopetalichthyida
Gli pseudopetalittidi (Pseudopetalichthyida) sono un piccolo ordine di pesci estinti appartenenti ai placodermi. Il gruppo è conosciuto esclusivamente attraverso fossili del Devoniano inferiore (circa 390 milioni di anni fa) del giacimento di Hunsruck, in Germania.

## Descrizione
Conosciuti attraverso pochi esemplari appartenenti a tre generi monospecifici, questi animali possedevano un corpo relativamente piatto e dotato di due ampie pinne pettorali. L'armatura tipica dei placodermi era quasi assente, ed era costituita solo da piccole placche disgiunte l'una dall'altra. Per questo motivo i fossili degli pseudopetalittidi sono spesso frammentari e incompleti. Le specie Pseudopetalichthys problematica e Paraplesiobatis heinrichi sono state considerate una specie sola a causa della frammentarietà dei resti, ma in realtà sembra che rappresentassero due entità tassonomiche distinte. Una terza specie, Nessariostoma granulosa, è considerata sufficientemente distinta per appartenere a una specie a sé stante; quest'ultima forma assomiglia vagamente a un altro placoderma di Hunsruck, Stensioella heintzi, considerato il più primitivo fra tutti i placodermi.

## Classificazione
Come per Stensioella, vi sono dubbi se considerare questo gruppo tra i veri placodermi, soprattutto a causa della loro primitività e dei fossili frammentari. Secondo studi sull'anatomia di questi animali, alcuni esperti considerano gli pseudopetalittidi un gruppo di placodermi più avanzato degli ptictodonti.